# Michael Oren
Michael B. Oren (em hebraico:  מיכאל אורן; nascido Michael Scott Bornstein) é um diplomata, historiador, escritor e militar israelense de nascimento norte-americano. Autor de livros, artigos e ensaios, inclusive o best-seller Seis Dias de Guerra: Junho de 1967 e a Formação do Moderno Oriente Médio . Combateu pelo exército de Israel no Líbano e na Faixa de Gaza e serviu também como porta-voz do mesmo. Obteve o bacharelado da Universidade Colúmbia e o doutorado da Princeton. Lecionou nas universidades Harvard, Yale e Georgetown nos EUA e nas universidades Hebraica e de Tel Aviv em Israel. Abriu mão da cidadania norte-americana para poder exercer o cargo de embaixador no seu país de nascimento.
Em 1982, Oren se casou com Sally Edelstein, oriunda da Califórnia, a qual também havia imigrado para Israel. O casal tem três filhos.